# Aurivela
Aurivela – rodzaj jaszczurek z rodziny tejowatych (Teiidae).

## Zasięg występowania
Rodzaj obejmuje gatunki występujące endemicznie w Argentynie. 

## Systematyka

### Etymologia
Aurivela: łac. auris „ucho”; velatus „ukryty”, od velare „ukryć”, od velum „ukrycie”.

### Podział systematyczny
Do rodzaju należą następujące gatunki: 
- Aurivela longicauda
- Aurivela tergolaevigata